# Barbara Gittings
Barbara Gittings (31 de julio de 1932 – 18 de febrero de 2007) fue una prominente activista estadounidense de los derechos LGBT. Organizó la sección de Nueva York de las Daughters of Bilitis de 1958 a 1963, editó su revista The Ladder hasta 1966, y trabajó de cerca con Frank Kameny en las primeras protestas que llevaron a que se prestara atención al tratamiento discriminatorio de los homosexuales estadounidenses por parte del Departamento de Estado de los Estados Unidos. Sus primeras experiencias al intentar aprender más sobre el lesbianismo engendraron su trabajo con bibliotecas durante el resto de su vida. En los años setenta, Gittings estuvo más implicada con la American Library Association, creando el primer caucus (asamblea partidista) gay en una organización profesional, con el objetivo de promover la literatura positiva sobre la homosexualidad en las bibliotecas. En 1972 participó en el movimiento que buscaba que la American Psychiatric Association retirara la homosexualidad del catálogo de enfermedades mentales. Su autoproclamada misión en la vida era desgarrar el «velo de invisibilidad» sobre la homosexualidad que lo asociaba al crimen y a las enfermedades mentales.
Recibió como premio honorífico la pertenencia de por vida como miembro en la American Library Association, y además la ALA nombró en su honor un premio anual para la mejor novela gay o lésbica, The Barbara Gittings Award. La Alianza Gay y Lésbica contra la Difamación (GLAAD) también nombró en su honor uno de sus premios de activismo. En una ceremonia tras su fallecimiento, Matt Foreman, director de la National Gay & Lesbian Task Force dijo: «¿Qué le debemos a Bárbara? Todo».

## Primeros años

### Educación
Gittings fue hija de Elizabeth Brooks y John Sterett Gittings, y nació en Viena (Austria), donde su padre prestaba servicio como diplomático de los Estados Unidos. Barbara y sus hermanos acudieron a un colegio católico de Montreal, y estaba tan inmersa en el catolicismo que en un momento de su niñez consideró convertirse en monja.
Su familia regresó a los Estados Unidos tras el comienzo de la Segunda Guerra Mundial y se establecieron en Wilmington (Delaware). Aunque era consciente de su atracción por otras chicas, Gittings dijo que la primera vez que escuchó la palabra «homosexual» fue cuando fue rechazada para entrar como miembro en la National Honor Society en el instituto. Pese a ser una estudiante excelente, un profesor que tenía reservas sobre su carácter se la llevó a un lado y le dijo que el rechazo provenía de lo que el profesor denominaba «sus inclinaciones homosexuales».
Mientras estudiaba drama en la Northwestern University, Gittings desarrolló una estrecha pero no sexual amistad con otra estudiante, iniciando los rumores de que eran lesbianas, lo que llevó a Gittings a examinar su propia orientación sexual. En sus intentos de comprenderla, sus sospechas se vieron confirmadas por un psiquiatra que se ofreció a curarla. Al no tener suficiente dinero para visitas regulares, acudió a su padre quien tampoco se lo dio, razonando que no había ningún problema que un psiquiatra pudiera curar y un cura no. La amiga de Barbara sugirió que se vieran menos para no fomentar los rumores sobre ambas.
Como no tenía a nadie con quien hablar de los temas que la estaban consumiendo, decidió leer todo lo que pudiera sobre el asunto. Encontró muy poco, y la mayoría describía a los homosexuales como «desviados», «pervertidos» y «anormales» en los textos de medicina y psicología anormal, o incluía generalizaciones extrañas como las que afirmaban que los homosexuales eran incapaces de silbar o que su color favorito era el verde. También encontró que toda la información se refería a los hombres homosexuales.
En una entrevista de 2001 dijo «Pensé, esto no trata sobre mí. No hay nada aquí sobre amor o felicidad. Tiene que haber algo mejor».
Su investigación consumió tanto tiempo que acabó por suspender y abandonar la carrera.
Gittings encontró un nuevo propósito durante este periodo, diciendo: «Mi misión no era obtener una educación formal sino descubrir cosas sobre mí misma y cómo iba a ser mi vida. Así que dejé de asistir a clase y comencé a ir a la biblioteca. No existían organizaciones a las que acudir en aquellos tiempos y sólo las bibliotecas eran seguras, aunque la información que contenían era desesperante».

### Tras la universidad
A los 17 regresó de Northwestern «caída en desgracia», tras suspender y dejar la universidad e incapaz de explicar a su familia el por qué. No obstante, se sintió compelida a seguir buscando información. Encontró algo en las novelas de la época tales como El bosque de la noche, El pozo de la soledad, The Unlit Lamp y Extraordinary Women. Poco después, su padre encontró El pozo de la soledad en una pila de cosas en su cuarto. Se sintió tan aturdido que le ordenó quemar el libro, pero tuvo que hacerlo a través de una carta ya que era incapaz de hablar con ella sobre el tema.Como todavía deseaba aprender más cosas sobre la homosexualidad, Gittings decidió acudir a un curso nocturno de psicología anormal, donde conoció a la primera mujer con la que tuvo una breve relación romántica. A los 18 años se independizó y se trasladó a Filadelfia.
Gittings comenzó a hacer autoestop los fines de semana para ir a Nueva York, vestida como un hombre, para visitar bares gays ya que no conocía ninguno en Filadelfia u otros lugares en donde pudiera «enchufarse a la comunidad gay». En una entrevista en 1975, recordaba que «iba vestida de chico (drag) porque pensaba que esa era la manera de mostrar que era gay. Ha cambiado ahora, pero a principios de los años cincuenta en los bares gais había básicamente dos tipos de mujeres: las llamadas butch, con pelo corto y vestimenta masculina, y las llamadas femmes, con vestidos, tacones y maquillaje. Yo sabía que los tacones y el maquillaje no eran mi estilo, así que pensé: “¡Debo ser del otro tipo!”». Sin embargo, Gittings descubrió que tenía muy poco en común con las mujeres que conocía en los bares, y tras presenciar como un conocido suyo gay recibía una paliza tras abandonar un bar, comenzó a concentrar sus energías en recopilar libros.

## Activismo en las décadas de 1950 y 1960

### Daughters of Bilitis
En 1956, Gittings fue a California por consejo de Donald Webster Cory para visitar la oficina de la nueva organización, ONE, Inc., una de las primeras organizaciones homófilas dedicadas a apoyar a los homosexuales en los Estados Unidos. Durante su estancia en California, conoció a Phyllis Lyon y Del Martin, quienes había cofundado Daughters of Bilitis (DOB) en San Francisco. En la primera reunión de las DOB a la que asistió, Gittings sacó a colación lo poco claro que era el nombre de la organización, que ella consideraba que era poco práctico, difícil de pronunciar y deletrear, y que hacía referencia a un personaje bisexual (Bilitis), ni siquiera a uno homosexual. «Incluso entonces era bastante asertiva... ¿Qué hacían con un nombre como ese? No fue muy bonito por mi parte, pero parecieron tomárselo con bastante deportividad». En 1958, Martin y Lyon solicitaron a Gittings que creara un capítulo en Nueva York, lo cual ella hizo el 20 de septiembre de 1958 cuando menos de una docena de mujeres contestaron su anuncio en el boletín informativo de Mattachine Society en el que se hacía un llamamiento a «todas las mujeres del área de Nueva York que estarían interesadas en formar un capítulo de las DOB». Gittings fue la primera presidenta de ese capítulo durante los tres primeros años de su existencia, e iba y venía de Nueva York a Filadelfia dos veces al mes.
En 1982, Gittings dijo que, «Me uní al movimiento en 1958, cuando el tema de la homosexualidad estaba aún envuelto en el más completo silencio. No existían programas de radio o documentales de televisión. En todo Estados Unidos existían a lo mejor media docena de grupos, unas doscientas personas activas en total».Las Hijas de Bilitis servían como una alternativa social de los bares para las lesbianas, pero tuvo mucho cuidado a la hora de negar que servía para organizar «contactos inmorales» Mientras presidió las DOB en Nueva York, hubo una media de diez a cuarenta miembros acudiendo a las reuniones. Se reunían dos veces al mes y frecuentemente invitaban a doctores, psiquiatras, curas y abogados, incluso si el mensaje era claramente denigrante para las lesbianas. Gittings recordó que «Al principio estábamos tan agradecidas de tener a gente —a cualquiera— que nos prestara atención, que escuchábamos y aceptábamos todo lo que nos decían, sin importar lo horrible que fuera... cualquier cosa que ayudara a romper el silencio era importante, sin importar lo tonto o absurdo que pueda parecernos ahora». Gittings admitió que las primeras reuniones y escritos de las Hijas de Bilitis pedían a sus miembros que no molestaran a la sociedad general heterosexual: la integración y la aceptación se obtendrían si los heterosexuales veían que los gais y lesbianas no eran drásticamente diferentes a ellos.
Gittings trabajó en posiciones administrativas durante este periodo, siendo durante diez años operadora de mimeógrafo de una empresa de arquitectura. El capítulo de Nueva York de las DOB distribuía un boletín informativo a unas 150 personas, y Gittings trabajaba en ello mientras le solicitaban que hiciera horas extra en su trabajo. En 1959, tras usar sobres de la empresa para enviar el boletín y poner una pegatina para ocultar el nombre de la misma, alguien escribió a la empresa para notificarles que se estaba distribuyendo un boletín sobre lesbianismo con los sobres de la empresa. Gittings estaba segura de que la iban a despedir, pero su jefa, mujer como ella, le dijo de manera críptica que estaba familiarizada con el tema, ya que había servido en las fuerzas armadas. Gittings no fue despedida, pero a cambio sí se le pidió que tuviera más cuidado.

### La revista «The Ladder»
De 1963 a 1966 Gittings editó la revista de la organización, The Ladder, siguiendo a Lyon y Martin como editoras. Aunque las Hijas de Bilitis sí tomaron partido políticamente en la carrera electoral a la alcaldía de San Francisco, Martin y Lyon preferían que The Ladder se mantuviera apolítica.
A Gittings le impresionó cómo su influencia como editora podía tener un impacto en la revista y en las opiniones de sus lectoras. «Descubrí el poder de la prensa, el poder de poner lo que tú quieras con el fin de influir en tus lectores», señaló.